# Alchemilla schmidelyana
Alchemilla schmidelyana är en rosväxtart som beskrevs av Buser.. Alchemilla schmidelyana ingår i släktet daggkåpor, och familjen rosväxter. Inga underarter finns listade i Catalogue of Life.